# 陳照奎
陳 照奎（ちん しょうけい、1927年 - 1981年）は陳家太極拳の指導者。
河南省温県陳家溝出身。陳式太極拳最高の使い手陳発科の実子。
幼少の頃、父に従って首都北京（北平）に移住し、以降父の元で厳しい修行の日々を送る。
「拳聖」と呼ばれた父に並ぶ実力の持ち主で、特に擒拿については天下一品との名声が高かった。
文化大革命時は不遇であったがその終了後は各地に請われて指導にあたり、陳式太極拳の復興と一層の普及に功績を残した。
また陳照丕亡き後の陳家溝にも再三招かれて、現在「陳家溝四大金剛」として有名な陳小旺などに指導している。
1981年、持病の高血圧により体調が思わしくないなか、弟子達の反対を押し切って河南省焦作に指導に赴き、当地で脳梗塞をおこして死去。
弟子には、実子の陳瑜をはじめ陳小旺等陳家溝の武術家多数。一族以外では馬虹、楊文笏、張志俊、万文徳、等多数。現在陳式太極拳の大架系を学ぶ者のほとんどが陳照奎の影響下にある。

## 人物・経歴
陳式太極拳中興の祖とされる陳発科の三男として生まれ、兄である陳照旭と共に厳しく家伝の武術を仕込まれた。
父に劣らない実力を身につけるも、文化大革命によって不遇を余儀なくされ、一時期はバスの切符切りなどをして生活をしのいでいた。そんな状況でも腐らず、バスの揺れにあわせて重心を安定させる工夫をする、すし詰めバスの中でどうやって人をかわしながら移動するか考えるなど、常に拳の修行を考え行動していた。
文革を生き延びると、伝統拳術の保全のため、積極的に指導を開始する。居住地である北京はもちろん、上海、南京、焦作、鄭州、陳家溝などにもしばしば出張し、指導を行っている。
また、自己の修行として、「徒手最強」と言われた父から主に徒手格闘を教わったものの、武器術については不足があると思っていたため、従兄の陳照丕に請うて武器術の全伝を受けるなど、謙虚かつ貪欲に学ぶ姿勢を持っていた。
自己の得意技である擒拿に関しては百発百中、天下無双との呼び声高く、どんな相手でも一瞬で確実に仕留めた。同時に相手の技を無力化する技術にも優れており、筋力に優れた者が師の指一本をとって、逆さにねじ上げようとしても何故かするすると外され、どうしても関節を極めることが出来なかったという。

## 架式の名称について
現在、一般に陳発科-陳照奎伝（北京系）の套路を「新架式」、陳照丕伝（陳家溝系）の套路を「老架式」と言うが、陳照奎は生前、この呼び方を大変に嫌っていた。
陳照奎は「自分の伝えている套路は陳氏正宗の家伝の套路であり、陳照丕伝のものよりもこちらが正統である。敢えて新旧を言うならばこれが本来「老架」と呼ばれるべきであって、さも新しく作り出したかのように聞こえる「新架」というのは不快である」と語っていた。
しかし、先に北京やその他地方で広く指導していた陳照丕の拳が広まっていたため、その後で普及した陳発科-陳照奎系の拳が「新」と呼ばれるのも仕方が無く、陳照奎の願いに反して、現状が定着してしまっている。
陳照奎系の弟子達の間では、「新しく公開された拳」という意味にとって納得している者もいる。